# 小行星8321
小行星8321（8321 Akim）是一颗绕太阳运转的小行星，为主小行星带小行星。该小行星于1977年3月13日发现。

## 轨道参数
小行星8321的轨道半长轴为2.6528773 UA，离心率为0.105。